# Wehrstedt (Halberstadt)
Wehrstedt ist ein Stadtteil der Stadt Halberstadt im Landkreis Harz in Sachsen-Anhalt, (Deutschland).

## Geografie und Verkehrsanbindung
Der Ort liegt nordöstlich des Kernbereichs von Halberstadt an der B 81. Am nördlichen Ortsrand fließt die Holtemme.

## Geschichte
Die 1194 im romanischen Stil erbaute Sankt-Laurentius-Kirche wurde im Dreißigjährigen Krieg und erneut im Zweiten Weltkrieg zerstört. Der Ort war Sitz der Adelsfamilie von Wehrstedt (von wersteve) und zählte zum Hochstift Halberstadt. Dieses wurde im Zuge des Friedensschlusses 1648 ein protestantisches Herzogtum und Teil Brandenburg-Preußens. Ab dem 18. Oktober 1806 war der Ort durch französische Truppen besetzt und wurde 1807 Teil des durch Napoleon geschaffenen Königreichs Westphalen, kam 1815 wieder zur preußischen Provinz Sachsen. Die Gemeinde Wehrstedt wurde am 1. Juli 1946 nach Halberstadt eingemeindet. Wehrstedt war mit Halberstadt Teil der SBZ und ab 1949 der DDR.

## Wappen
| | Blasonierung: „Gespalten von Silber und Rot; vorn drei rote Zinnen, hinten ein silberner stehender Schwan mit offenen gespreizten Flügeln.“ |
| Wappenbegründung: Das Wappen wurde auf der Ratssitzung am 19. August 1929 beschlossen. Die Tingierung greift die Halberstädter Farben auf. Die Zinnen spielen auf den Ortsnamen an und der Schwan ist dem Wappen der ausgestorbenen Adelsfamilie von Wehrstedt (von wersteve) entlehnt. Das Wappen wurde von dem Heraldiker Gustav Adolf Closs aus Berlin gestaltet und am 17. Oktober 1929 durch das Preußische Staatsministerium verliehen. | |

## Sehenswürdigkeiten

### Baudenkmale
In der Liste der Kulturdenkmale in Halberstadt sind für Wehrstedt sechs Kulturdenkmale aufgeführt:
- die Sankt-Laurentius-Kirche (Dorfstraße)
- der Friedhof (Dorfstraße)
- der Mühlenhof („Mühle in der Wideck“; Hauptstraße 20, 21, 43, 44)
- die Schule (Schillerstraße 3, 4, 5)
- zwei Bauernhäuser (Kirchstraße 35 und Schulstraße 13)

## Persönlichkeiten
In Wehrstedt wurden der Akustiker und Musikpädagoge Carl Eitz (1848–1924) und der Zoologe Gert Schliephake (1925–2007) geboren.